# Лунар орбитер-4
Лунар орбитер-4 (англ. Lunar Orbiter 4) — автоматическая межпланетная станция НАСА, искусственный спутник Луны, запущенный в рамках программы «Лунар орбитер» с целью составить карту всей видимой поверхности Луны и некоторых районов обратной стороны. В отличие от предыдущих трёх миссий перед «Лунар орбитер-4» не стояло задачи поиска возможных мест посадки «Аполлонов».

## Устройство аппарата
Конструкция Лунар орбитер-4 идентична «Лунар орбитер-1» с незначительными модификациями. Электропитание обеспечивалось 4 панелями солнечных батарей и никель-кадмиевым аккумулятором.
Аппарат имел на борту установку с двумя фотокамерами, одна высокой и другая средней разрешающей способности. Радиомаяк установленный на зонде помогал уточнять орбиту аппарата и соответственно воздействие гравитационного поля Луны. Лунар орбитер-4 был также оборудован детекторами метеорных частиц и сцинтилляционными счетчиками позволяющими соответственно изучить метеорную и радиационную обстановку в межпланетном и окололунном пространстве.

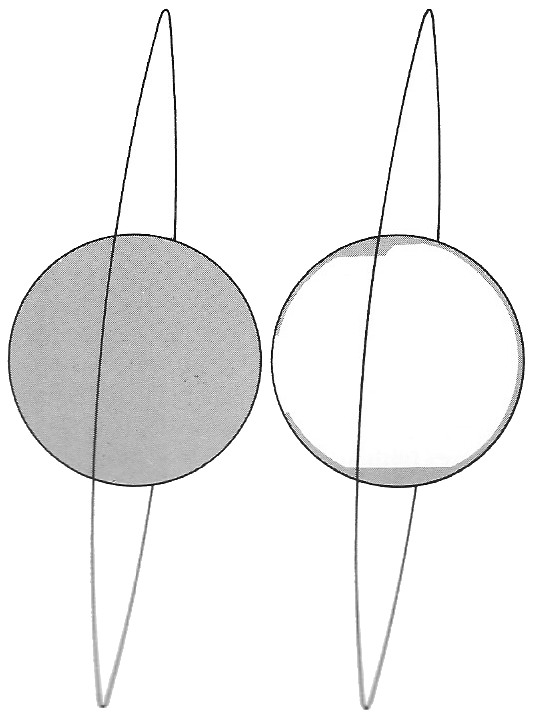
Орбита космического аппарата и фотографическое покрытие видимой стороны (слева) и обратной стороны Луны (справа).

## Полёт
«Лунар орбитер-4» был запущен 4 мая 1967 года в 22:25 UTC ракетой-носителем Атлас-Аджена D с пусковой площадки LC-13. Проделав в полёте однократно коррекцию траектории аппарат вышел 8 мая на полярную селеноцентрическую орбиту. С 11 по 26 мая продолжался сеанс фотографирования, который пришлось прекратить из-за отказа в системе обработки плёнки. К 1 июня были переданы последние отснятые снимки.
В дальнейшем аппарат было решено использовать для изучения гравитационного поля Луны. Он был переведён на более низкую орбиту. 24 июля с аппаратом была потеряна связь, предположительно не позднее 31 октября аппарат упал на лунную поверхность где-то между 22° и 30° западной долготы.

## Результаты
Были получены 163 пары снимков лунной поверхности, снимками были охвачены 99 % поверхности видимой стороны и 75 % поверхности обратной стороны Луны. Это позволило продлить координатную сетку, принятую для видимой стороны Луны, на обратную сторону.

## Фотографии

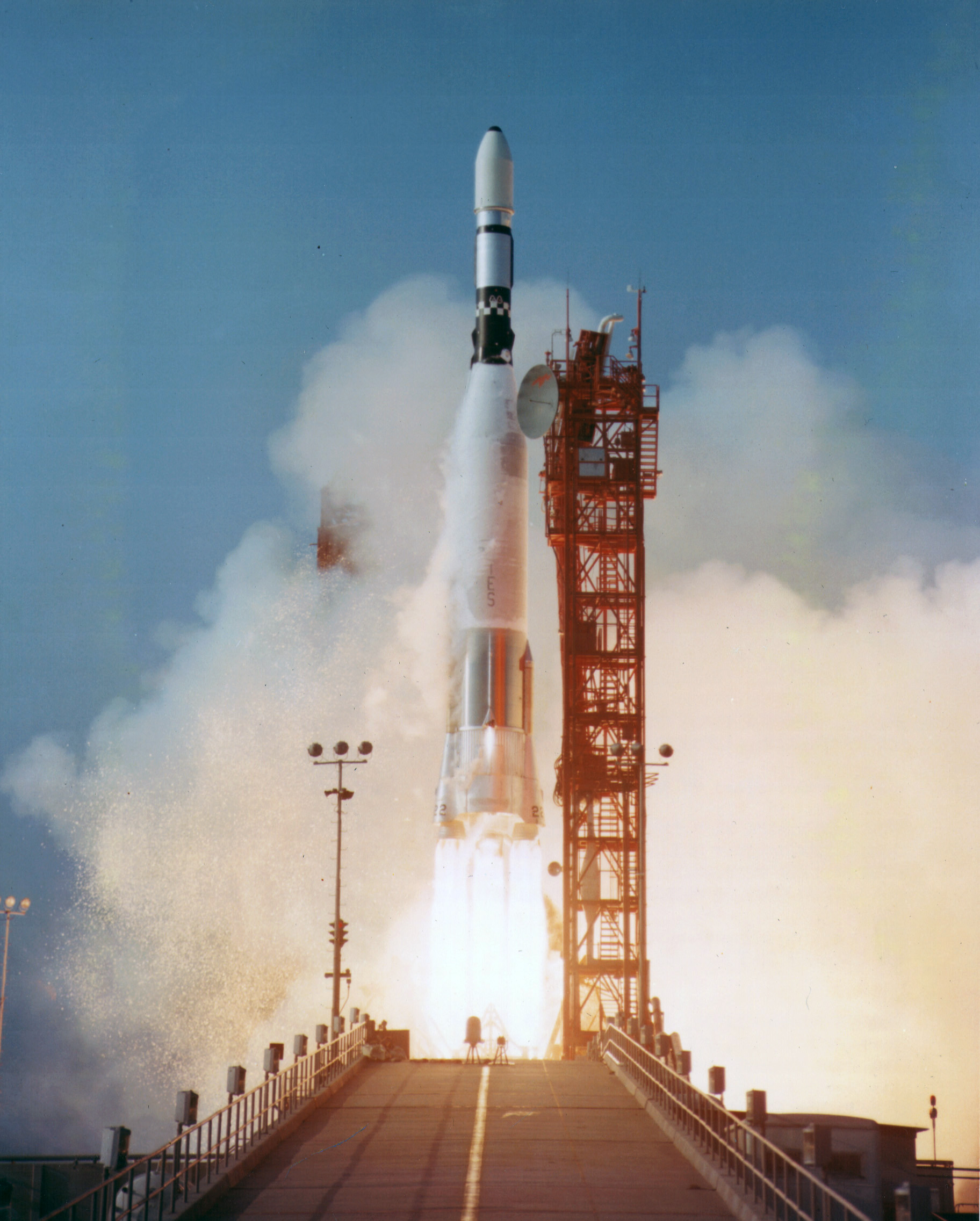
Запуск ракеты «Атлас» с «Лунар Орбитер-4» на борту
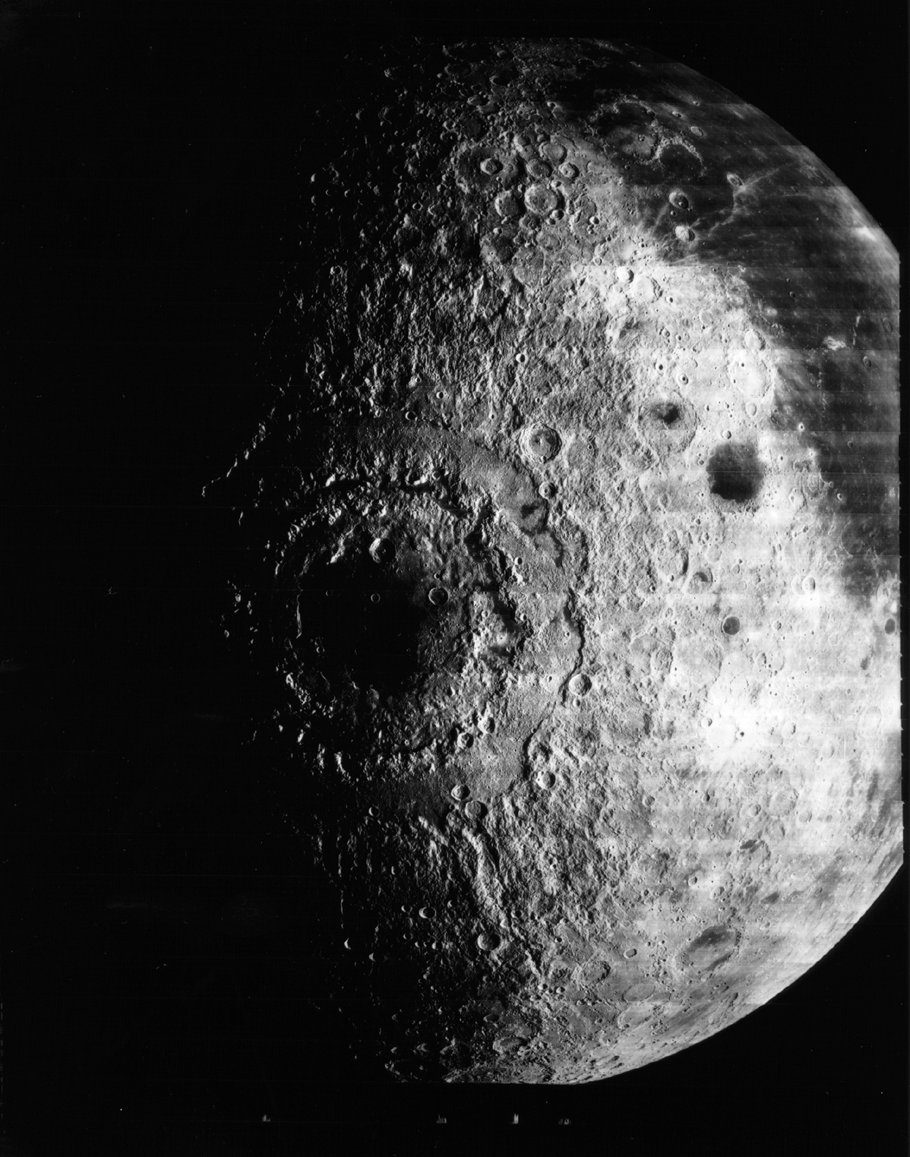
Фотография Моря Восточного, сделанная КА «Лунар орбитер-4», 1967